# 北海道道742号霧立小平線

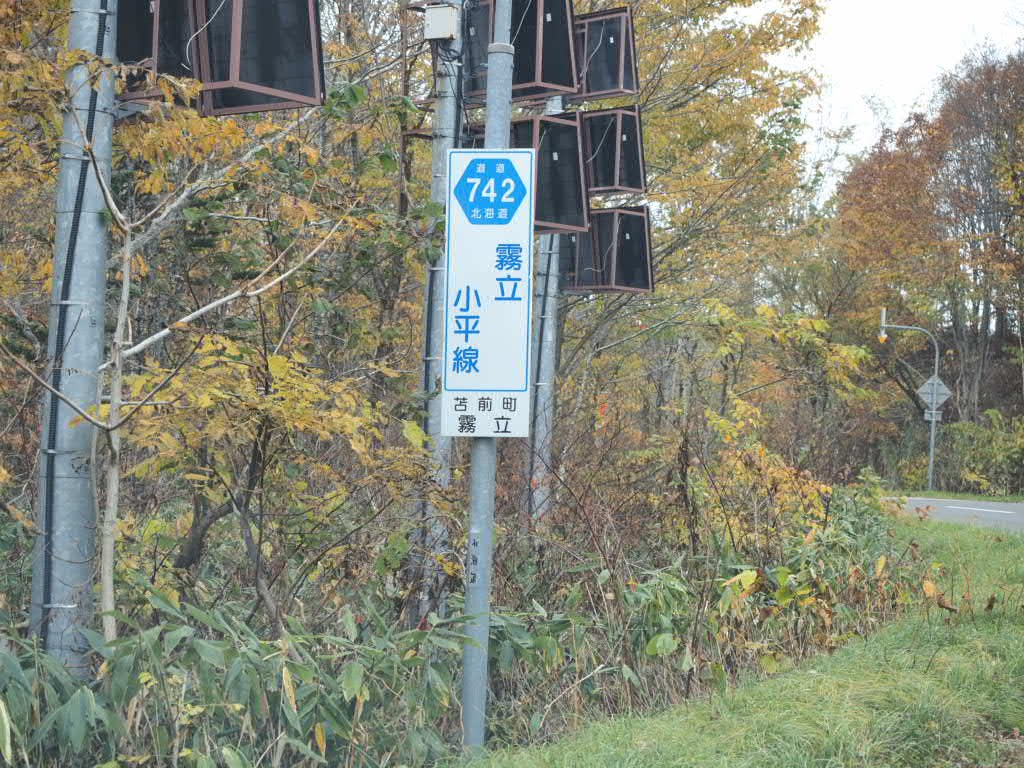
道道742号標識

北海道道742号霧立小平線（ほっかいどうどう742ごう きりたちおびらせん）は、北海道苫前郡苫前町と留萌郡小平町を結ぶ一般道道（北海道道）である。

## 概要

### 路線データ
- 起点：北海道苫前郡苫前町字霧立（国道239号交点）
- 終点：北海道留萌郡小平町字滝下（北海道道126号小平幌加内線交点）
- 総延長：15.528 km
- 実延長：15.431 km
- 重用延長：0.097 km

### 道路管理者
- 留萌振興局 留萌建設管理部 羽幌出張所
- 留萌振興局 留萌建設管理部 事業課

## 歴史
- 1972年（昭和47年）3月31日 - 路線認定。当初は、小平町字小平町（国道232号交点）を終点とした。
- 1994年（平成6年）4月1日 - 終点を道道126号交点に変更[1]。

## 路線状況

### 道路施設

#### 主なトンネル
- 霧平トンネル（641.5 m、苫前町字霧立 - 小平町字川上）

#### 常設型ゲート
- ゲート（苫前町字霧立〔起点〕）

## 地理

### 通過する自治体
- 留萌振興局
  - 苫前郡苫前町
  - 留萌郡小平町

### 交差する道路
苫前町
- 国道239号 - 字霧立（起点）

小平町
- 北海道道126号小平幌加内線 - 字滝下（終点）